# Solent

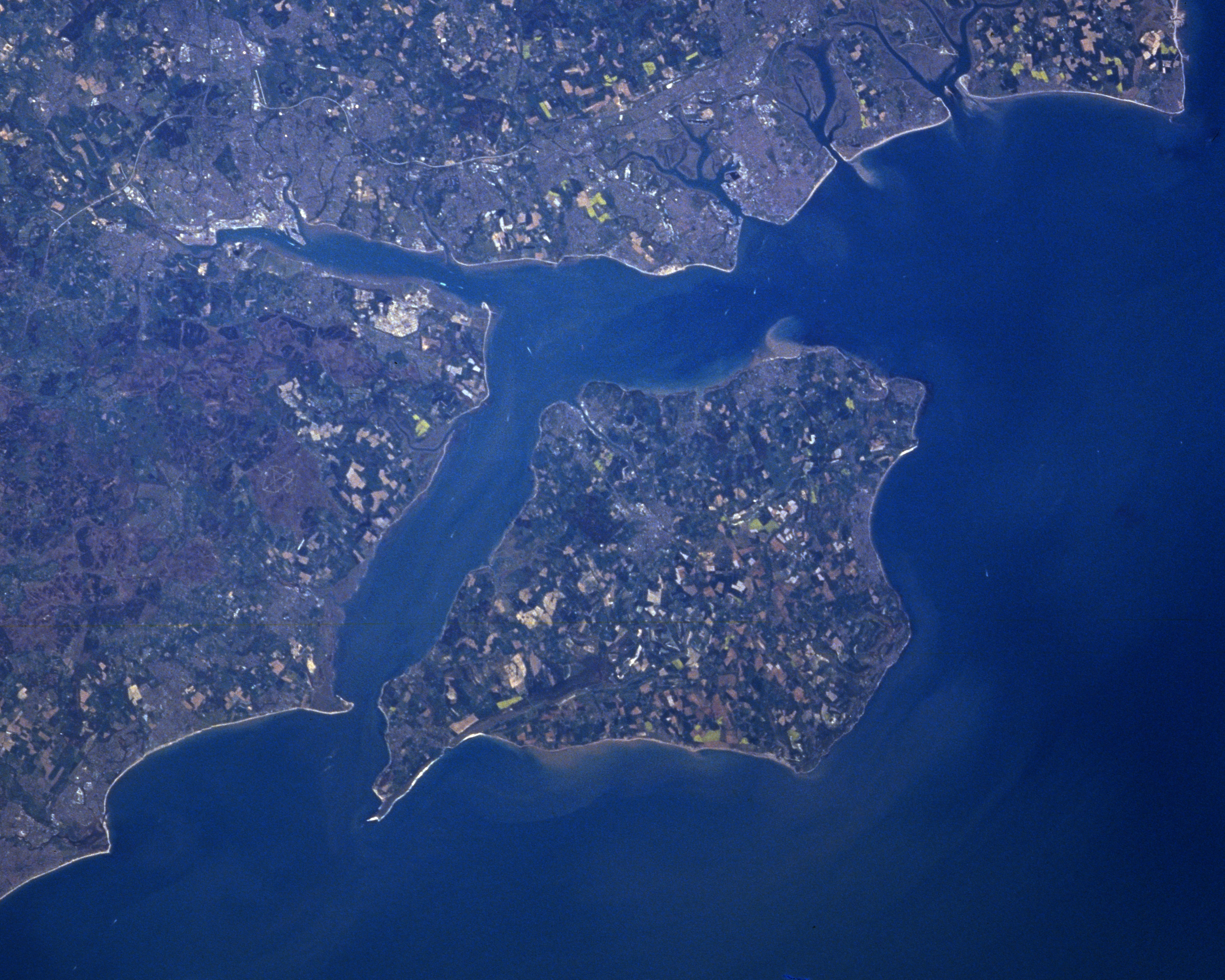
Het eiland Wight met de Solent

De Solent is een zeestraat die het eiland Wight scheidt van Engeland. Zij bepaalt voor een groot deel het uitzicht vanaf de kust van Hampshire, in de omgeving van Portsmouth, Southampton en Wight.
Het is een druk vaargebied, zowel voor recreatie-vaart alsook de beroepsvaart. Grote zeeschepen van en naar Portsmouth en Southampton navigeren tussen grote aantallen plezierjachten.
Ook marineschepen en onderzeeboten gebruiken deze zeestraat naar hun basis in Southampton resp. Portsmouth.